# شرکت هواگردسازی کانینگهام-هل

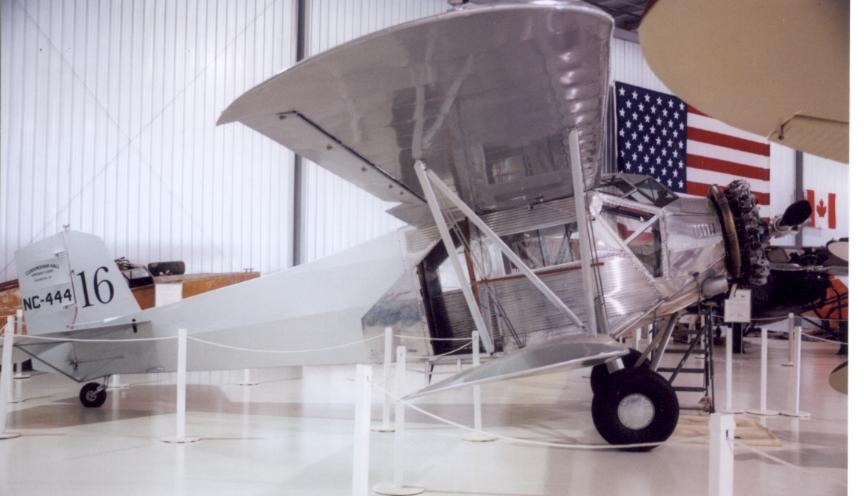
جنگنده‌ی PT-6F کانینگهام-هل

شرکت هواگردسازی کانینگهام-هَل (انگلیسی: Cunningham-Hall Aircraft Corporation) یک شرکت هواگردسازی آمریکایی بود که در سال ۱۹۲۸ آغاز به کار کرد و در سال ۱۹۴۸ منحل گردید.